# Davydivka
Davydivka (Oekraïens: Давидівка, Roemeens: Davideni) is een dorp in het zuidwesten van Oekraïne in de historische regio Boekovina, die achtereenvolgens deel uitmaakte van Oostenrijk-Hongarije, Roemenië, de Sovjet-Unie en Oekraïne. Davydivka telt 3344 inwoners.

## Geboren
- Joseph Schmidt (1904-1942), Oostenrijks-Hongaars zanger van Joodse afkomst